# Zboriv
Zboriv (ukrainsk: Зборів, polsk: Zborów, russisk: Зборов) er en by i Ternopil rajon i Ternopil oblast, vestlige Ukraine. Den ligger i det historiske region Galicien. Det lokale styre administreres af Zborivs byråd. Zboriv er vært for administrationen af Zboriv urban hromada, en af Ukraines hromadaer.
Byen ligger 35 km nordvest for Ternopil og 85 km} sydøst for Lviv) ligger ved floden Strypa (ukrainsk: Cтpипа).
Byen har 6.664 (2021) indbyggere.

## Historie
Det blev nævnt første gang i et dokument fra 1166. I 1241, under Mongolernes invasion af Europa, blev den plyndret og ødelagt. I 1639 fik Zboriv tildelt byrettigheder. Dens nuværende navn stammer fra en polsk adelsfamilie af Zborowscy. Ti år senere blev Zboriv belejret af tatar-kosakhærene under Khmelnytsky-opstanden.
I 1913 havde Zboriv omkring 6000 indbyggere, herunder 2400 ukrainere, 1300 polakker og 2300 jøder. Under Første Verdenskrig var byens omgivelser stedet for hårde kampe mellem de tjekkoslovakiske legionærer og den østrigske hær (juni 1917, Slaget ved Zborov). Efter den polsk-ukrainske krig 1918-1919 blev byen en del af Polen og var sæde for et powiat i Tarnopol voivodskab.

### Anden verdenskrig
I 1941, under Anden Verdenskrig, var Zboriv stedet for et massemord udført af tyskere fra Einsatzgruppen sammen med lokale ukrainere. Oplysninger om det jødiske samfund, der blev ødelagt under Holocaust, kan findes i en Yizkor-bog, der er udgivet af jøder, der flygtede fra Zborow og overlevede Holocaust.
Byen blev fuldstændig ødelagt i sommeren 1944 som følge af den sovjetiske offensiv. Under sovjetisk styre (1944-1991) blev Zboriv genopbygget og ombygget.

## Galleri
- Den ortodokse kirke i Zboriv
- Katolsk kirke
- Kollegium i Zboriv
- Monument for Bogdan Khmelnytskij
- Monument for den polsk-sovjetiske krig